# 姚樞
姚樞（1201年—1278年），字公茂，號雪齋、敬齋，元朝政治家、理學家。歷任太子太师、司農使、中書左丞、翰林學士承旨等職。諡文献。

## 生平
先世自營州柳城（今遼寧朝陽）內遷，後唐時奉命出使契丹。其父姚淵任許州（今河南許昌）錄事判官，徙家於許。
1232年，蒙古軍破許州城，姚樞到燕京（今北京）投靠楊惟中，被引見窩闊台。從蒙古軍攻南宋，途中訪求三教、醫學、占卜的專家，得儒生趙復，成為理學家。
1241年，出任燕京行台郎中，不久弃官隐居，隐居于辉州苏门（在今河南辉县北）。
中统元年（1260年），为东平宣抚使，元世祖即位（1264年）拜太子太师，改大司农，参与编制《至元条格》。卒諡文献。

## 延伸阅读
[在维基数据编辑]
 《元史/卷158》，出自宋濂《元史》
 《新元史/卷157》，出自柯劭忞《新元史》